# Catedral de Santa Margarida (Ayr)
La Catedral de Santa Margarida, també coneguda com a Catedral d'Ayr, és una catedral catòlica romana situada a Ayr, Escòcia. És la seu del bisbe de Galloway, i l'església mare de la diòcesi catòlica romana de Galloway. Va ser designada catedral l'any 2007, i és l'església més recent que va rebre l'estatus de catedral catòlica romana al Regne Unit, a causa del tancament de la Catedral del Bon Pastor, Ayr.

## Història
L'església de Santa Margarida i la catedral posterior han canviat considerablement durant els seus gairebé 200 anys d'existència.
Durant la dècada de 1960 i 70, l'Església va ser remodelada arran del Vaticà II. Aquests canvis van alterar significativament el disseny del Santuari i es van dur a terme per permetre que la congregació tingués un paper més actiu a la Missa, amb el sacerdot celebrant la missa que s'enfrontava a la congregació i no amb l'altar major.
A mitjan dècada dels 90 es va fer evident que l'Església necessitava obres capitals substancials realitzades. Hi va haver problemes amb ingrés d'aigua, humitat, corrosió de finestres, problemes d'electricitat i desgast general. El pare Martin McCluskey va començar a discutir amb la Parròquia la necessitat d'iniciar un important programa de renovació. Desafortunadament, la seva mort prematura en 1996 va provocar que no pogués emprendre o realitzar cap dels treballs. Quan el pare Patrick Keegans va arribar a la parròquia el 1997, va acordar que es necessitaven obres i que es requerien més aviat que tard i va iniciar el procés de preparació per a reformes importants.
L'església va experimentar una profunda reforma i rededicació a finals dels anys noranta i primers anys d'aquest segle, amb un santuari completament renovat i mobiliari nou, un passadís central, vitralls, òrgan nou, nova sagristia gran i moltes altres millores, incloent-hi esquema de colors més brillant per al sostre i parets, il·luminació nova i calefacció central nova. Totes les millores van ser costoses, però les subvencions importants de Heritage Scotland i de la Loteria Nacional, a més d'una recaudació de fons molt exitosa i imaginativa, van veure que les factures es pagaven en un període molt reduït.
Durant aquestes reformes, la Comunitat Parroquial va signar dos llibres; un llibre de dedicació i un llibre de memòria. Tots els feligresos van ser convidats a signar el llibre de dedicació i recordar aquells familiars i amics que havien mort. Tots dos llibres es col·loquen directament sota l'altar major de la catedral com un llegat durador als feligresos passat, present i futur.
L'Església plenament renovada es va reobrir oficialment el 31 de març de 2000 en una cerimònia a la qual van assistir moltes persones de la vida cívica i religiosa, així com els feligresos de Santa Margarida i al llarg de la diòcesi. Aquesta obertura oficial i reeducació va ser presidida pel bisbe Maurice Taylor i el Homiliste va ser el canonge Matthew McManus qui va servir com a sacerdot adjunt des del 1965 fins al 1976.
El 14 de setembre de 2007, la festa del triomf de la creu, el bisbe Cunningham, juntament amb els sacerdots i bisbes d'Escòcia, van dedicar aquesta catedral a l'església catedralícia de la diòcesi de Galloway després del tancament de la catedral del Bon Pastor a Ayr.

### Dates clau
1822 | La població catòlica d'Ayrshire va ser creixent i va ser ministrada per visita als sacerdots, el Bisbe Cameron va enviar a la Reverenda William Thomson el primer sacerdot parroquial.
1826 | Després de moltes peticions per part del reverend William Thomson, es va col·locar la primera pedra.
1827 | La nova església de Santa Margarida es va inaugurar oficialment.
1895 | Es va obrir una escola permanent per als fills de Santa Margarida en un nou edifici adjacent a l'església.
1930 | L'escola secundària de Santa Margarida es va obrir a Whitletts Road quan totes les classes es van traslladar de l'escola "Wee" al costat de l'església. Això es va convertir en el saló de l'església.
1978 | L'antiga casa de la capella va ser enderrocat a causa de la realineació i actualització de John Street. Es va construir una nova casa de capella al nord de l'església.
1986 | L'edifici de l'escola antiga es va aixecar a terra per donar pas a la nova sala de l'església.
1989 | El nou estadi de l'Església va ser inaugurat per Provost McNeill.
1999 | Comencen les obres de renovació.
2000 | És reobre després de les obres. Els mossèns Pat Lynch, Mary Godfrey, Lee Galloway i Ken Burrell tallen la cinta.
2007 | El Papa Benet XVI va acceptar la petició del mossèn John Cunningham, el setè bisbe de Galloway, per a convertir-la en catedral

## Història de les catedrals de Galloway
Quan la jerarquia catòlica va ser restaurada a Escòcia en 1878, la Diòcesi de Galloway va ser South Ayrshire, Dumfriesshire, Kirkcudbrightshire i Wigtownshire. St Andrew's, Dumfries va ser escollit com a església i parròquia de la Catedral. El 1947, la Constitució Apostòlica, 'Dominici Gregis', va erigir la província de Glasgow creant Motherwell i Paisley com veuen els dos nous suffragan. Aquest mateix document també va separar deu parròquies al nord d'Ayrshire i les va col·locar a la Diòcesi de Galloway. Aquest canvi va donar com a resultat que Dumfries ja no era central per a la població de la Diòcesi en el seu conjunt, i va convèncer el llavors bisbe, Joseph McGee, que havia de traslladar la seva residència a Ayr, on podria estar més disponible per al seu poble. Després de la destrucció de la catedral de St Andrew pel foc el 10 de maig de 1961, el bisbe McGee va demanar al Papa Joan XXIII (ara Sant Joan XXIII) el permís per ubicar la catedral a la ciutat d'Ayr i utilitzar l'església del Bon Pastor com la seva catedral fins que en el moment de construir una catedral nova. Aquest permís es va concedir el 12 de març de 1962, per un decret expedit per la Sagrada Congregació Consistorial. Durant els anys que van seguir les circumstàncies van canviar i no es va construir cap catedral nova.
Problemes greus desenvolupats pel que fa al teixit de l'edifici Good Pastor i penetració persistent de l'aigua. Tanmateix, més greu que això va ser la caiguda important del nombre d'assistents a la catedral: una caiguda que va resultar ser contínua. El setembre de 2001, el bisbe Maurice Taylor havia arribat a la conclusió que l'església del Bon Pastor ja no era un lloc adequat per a la catedral. En conseqüència, va demanar a la Santa Seu el permís per transferir la catedral a Santa Margarida, Ayr, l'església mare de la zona. La decisió presa a Roma, tenint en compte que el bisbe Taylor s'havia de retirar, era que qualsevol decisió sobre el futur de la catedral s'hagués de deixar al seu successor. El bisbe John Cunningham va arribar a la mateixa conclusió que el bisbe Taylor sobre el futur de la catedral. En conseqüència, va demanar al Papa Benet XVI que traslladés la catedral del Bon Pastor a la de Santa Margarida. El bisbe va rebre una resposta afirmativa i Santa Margarida ha estat la catedral des del 28 de 2007.

## Història del clergat

### Sacerdots Parroquials
(1822-1857) Rev. William Thomson
(1857-1868) Rev. John Gallagher
(1868-1871) Rev. William Burke
(1871-1890) Rev. Patrick McLaughlin
(1891-1894) Rev. W J. O'Shaughnessy
(1894-1914) Rev. Daniel Collins
(1914-1932) Rev. John Woods
(1932-1965) Rev. Joseph McHardy
(1965-1977) Rev. Stephen Kennedy
(1977-1996) Rev. Martin McCluskey
(1997-2007) Rev. Patrick Keegans

### Bisbes
- (1878-1893), Bisbe John McLachlan

- (1893-1914) Bisbe William Turner
- (1914-1943) Bisbe James William McCarthy
- (1943-1952) Bisbe William Henry Mellon
- (1952-1981) Bisbe Joseph McGee
- (1981-2004) Bisbe Maurice Taylor
- (2007-2015), Bisbe John Cunningham
- (2015-present), Bisbe William Nolan

### Administradors de catedral
- (2007-setembre 2016) Patrick Keegans

- (Octubre 2016 - Present) David Borland

## La Catedral

### La nau
Les dues finestres situades darrere de l'estructura pesada de la galeria presentaven un problema particular per a la dissenyadora Susan Bradbury. La galeria obscureix el tercer central del disseny, per tant, l'artista va triar un patró de repetició perquè la ment ompli automàticament les parts amagades. El treball del patró és en forma de nusos celtes que ombra de verd a blau per representar la relació entre el cel i la terra i l'amor intacte que Déu té amb tots. El tema celta es refereix a la història de la congregació, originària d'Irlanda, però que ara està fermament arrelada a Escòcia, i perquè no té cap principi ni cap fi, això també és un símbol de l'eternitat.
Per a les finestres altament visibles de la nau, hi ha dos grans temes cristians: "llum divina" i "aigua de la vida". El vidre es va fer durant l'any del Mil·lenni, de manera que l'artista es va concentrar en dos versos del Llibre de l'Apocalipsi: Rev 21:23, "I la ciutat no necessitava que el sol, ni de la lluna, brillés en ella: perquè la glòria de Déu ho va il·luminar, i l'Anyell és la seva llum "; i Rev 22:17: "Qui vulgui, deixeu-lo portar lliurement l'aigua de la vida".
Aquestes paraules van ser escrites en el tauler de dibuix durant tot el procés de disseny, però aquests temes estan obertes a moltes interpretacions i altres idees van jugar la seva part també. La finestra "Divine Light" brilla amb tots els colors de l'espectre i incorpora idees com Let there be Light, The Light of the World, "Una llum brilla en la foscor, una llum que la foscor no podia dominar" (Jn 1, 5).
Al costat sud de la nau, la finestra de l'aigua ens recorda que Ayr sempre ha estat depenent de l'aigua, perquè el riu Ayr i la costa han estat importants per al comerç i per a la pesca. L'aigua té un ric i variat simbolisme espiritual i hi ha una gran ressonància davant de versos com: "Em condueix al costat de les aigües tranquil·les" (Sal 23, 2); "perquè la terra estarà plena del coneixement del Senyor, ja que les aigües cobreixen el mar" (Is 11,9); "Però qui beu de l'aigua que jo li donarà mai no tindrà set, però l'aigua que jo li donaré serà en ell un pou d'aigua que sorgeixi en la vida eterna" (Jn 4,14). Amb sort, la gent fusionarà les seves pròpies idees amb les de l'artista.
La finestra de "L'aigua de la vida" també és un record per a tots aquells que van morir al desastre del PanAm 103. Aquesta finestra va ser dotada per la parròquia dels familiars nord-americans dels que participaven en el desastre de l'aire. Això va ser en reconeixement dels estrets vincles que l'anterior administrador de la Catedral (Patrick Canon Keegans) tenia amb aquestes famílies, ja que era el rector de Lockerbie en el moment del desastre.
Tant les finestres 'Divines Light' i 'Water of Lifef' brillen amb lents de vidre de plom; en un per al tema de la llum, en l'altre per representar bombolles mentre el riu Ayr flueix cap a la massa blava del mar.
La finestra al costat oest (a sobre de la galeria) de la catedral de front John Street va ser renovada l'any 2016. Ha estat dissenyada pel mateix artista que en 2000 (Susan Bradbury) i utilitza noves imatges modernes i simbòliques per interpretar un tema espiritual .
La finestra consta de tres lancets amb cinc llums de traceries a dalt. El nou disseny s'inspira en el tema del lloança tal com es descriu al Salm 148, representat simbòlicament per un resplendor de llum daurada. Hi ha una gamma de diferents tipus de vidre dins d'aquesta finestra, inclòs el vidre bufat, el vidre gravat, el vidre flash, els rodets i els vidres
El títol d'aquesta finestra és "Glòria a Excelsis Deo ... Glòria a Déu al més alt".

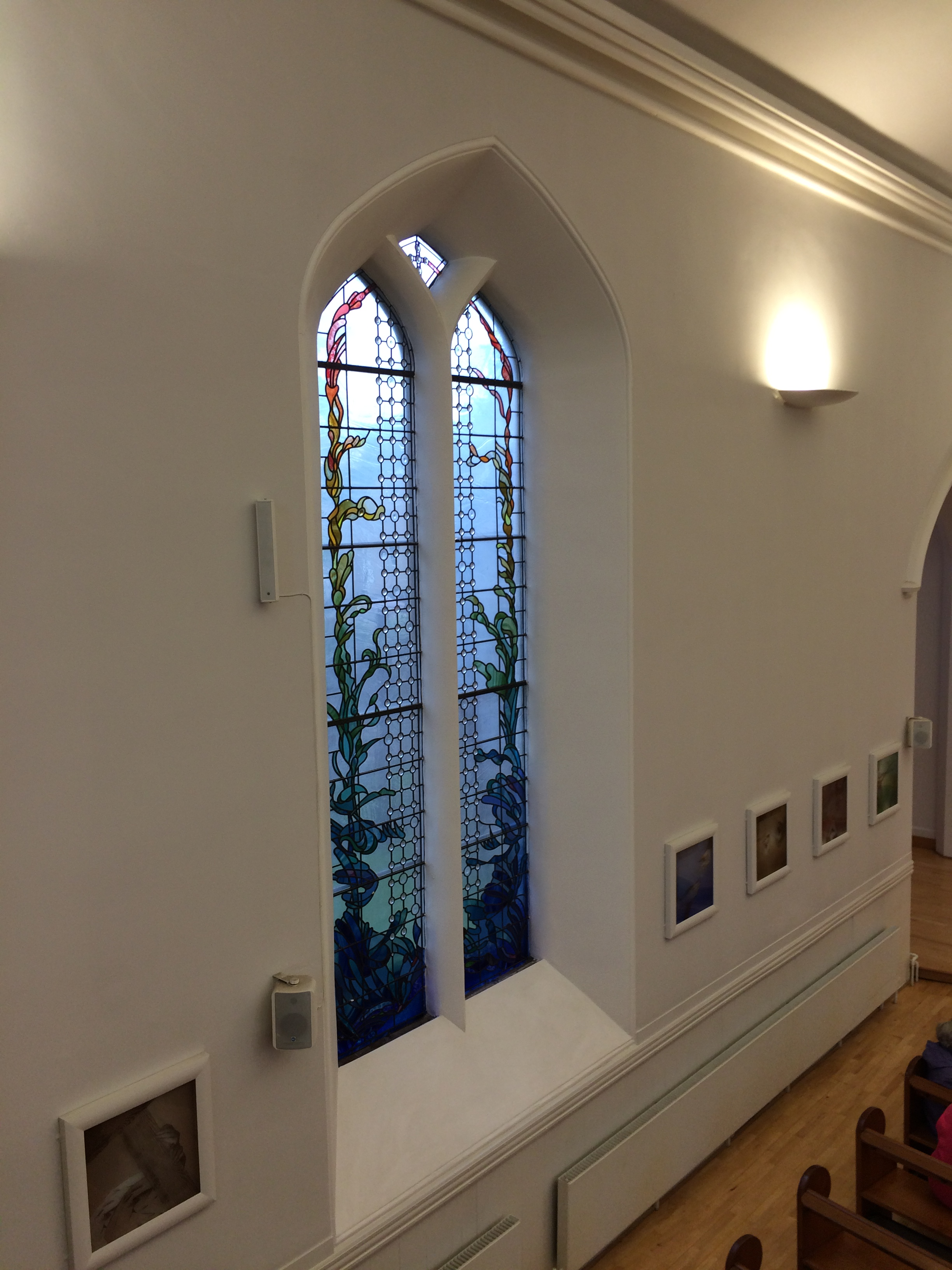
Finestra de la llum divina
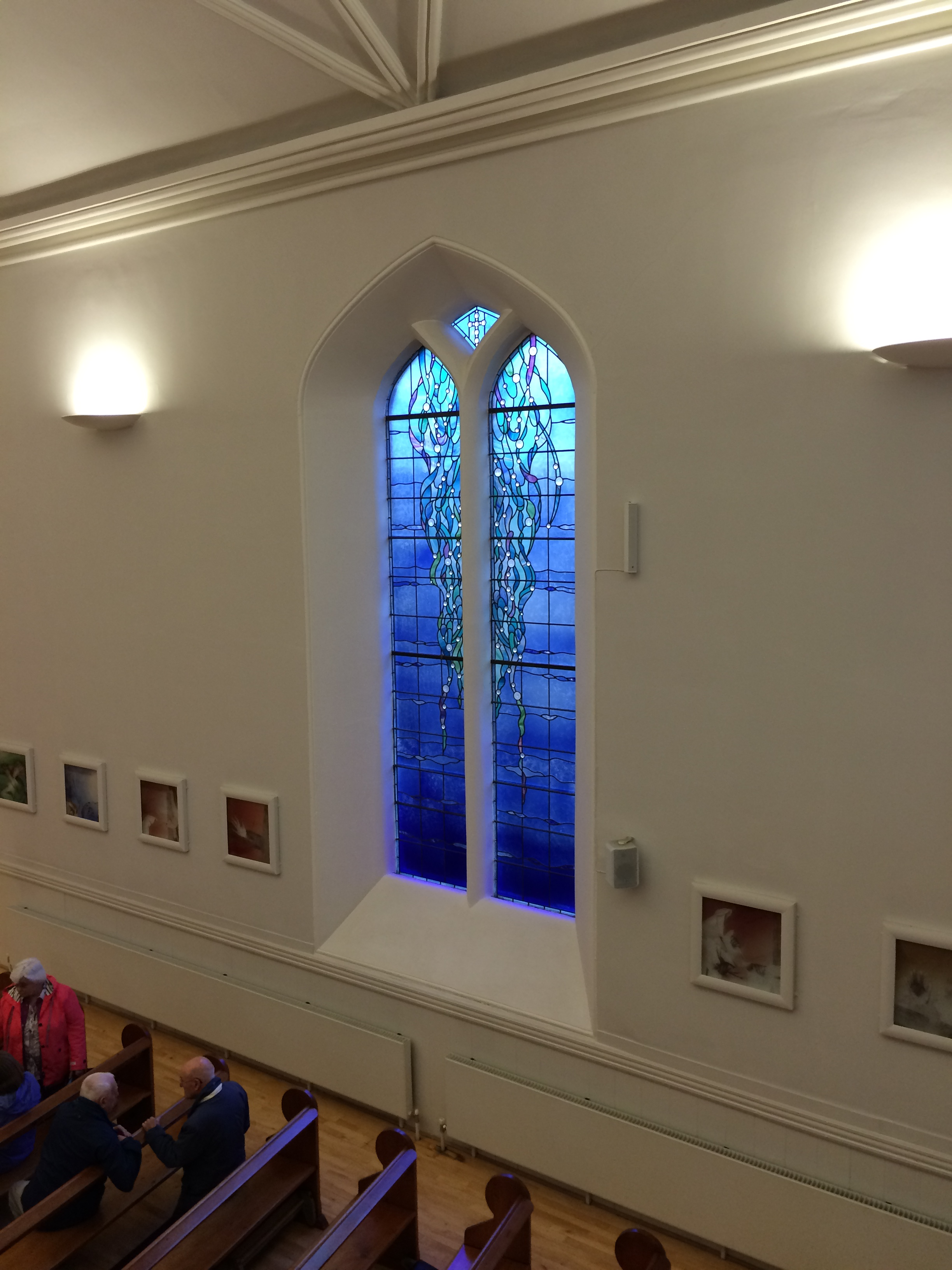
Finestra de la llum de la vida
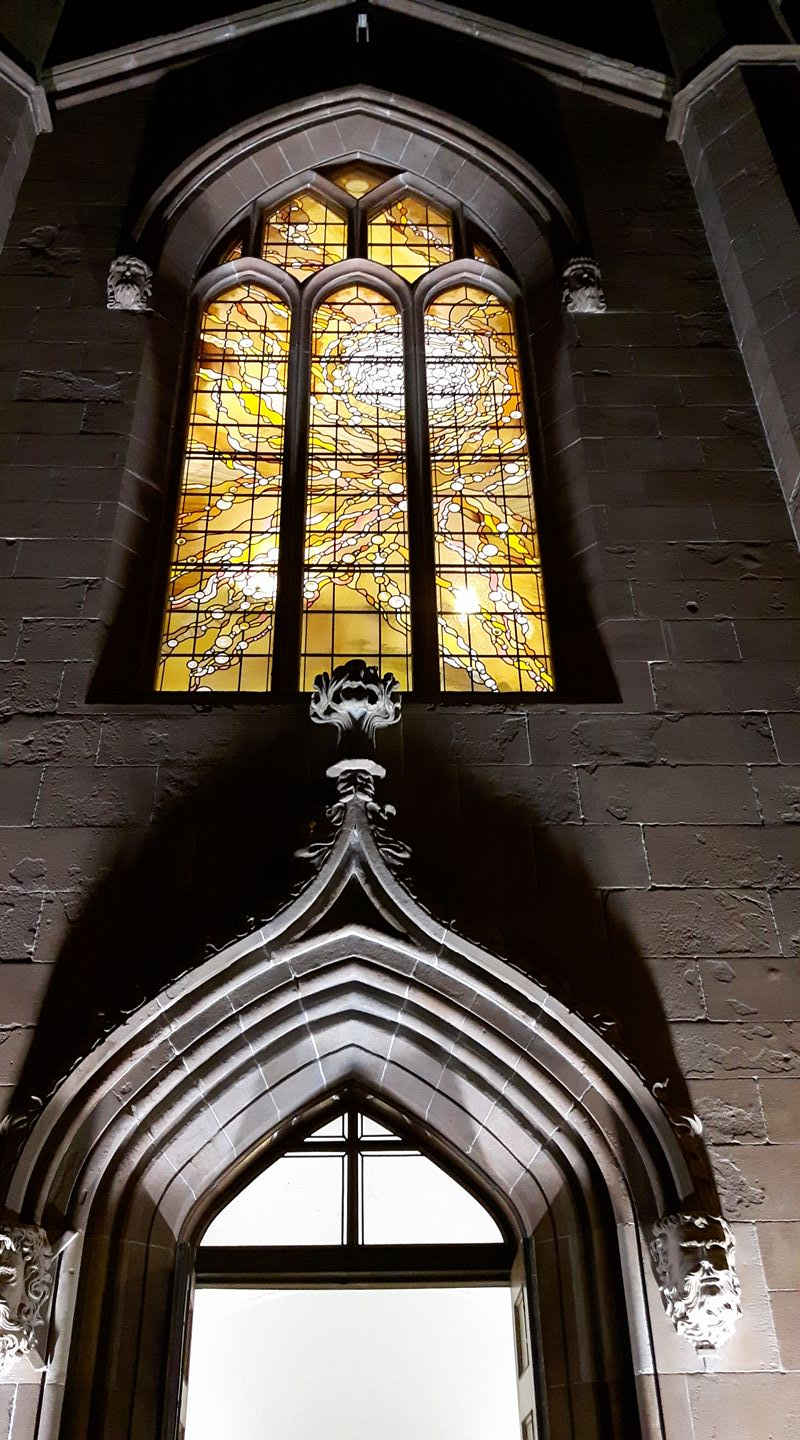
Finestra de la glòria de Déu

### El Santuari

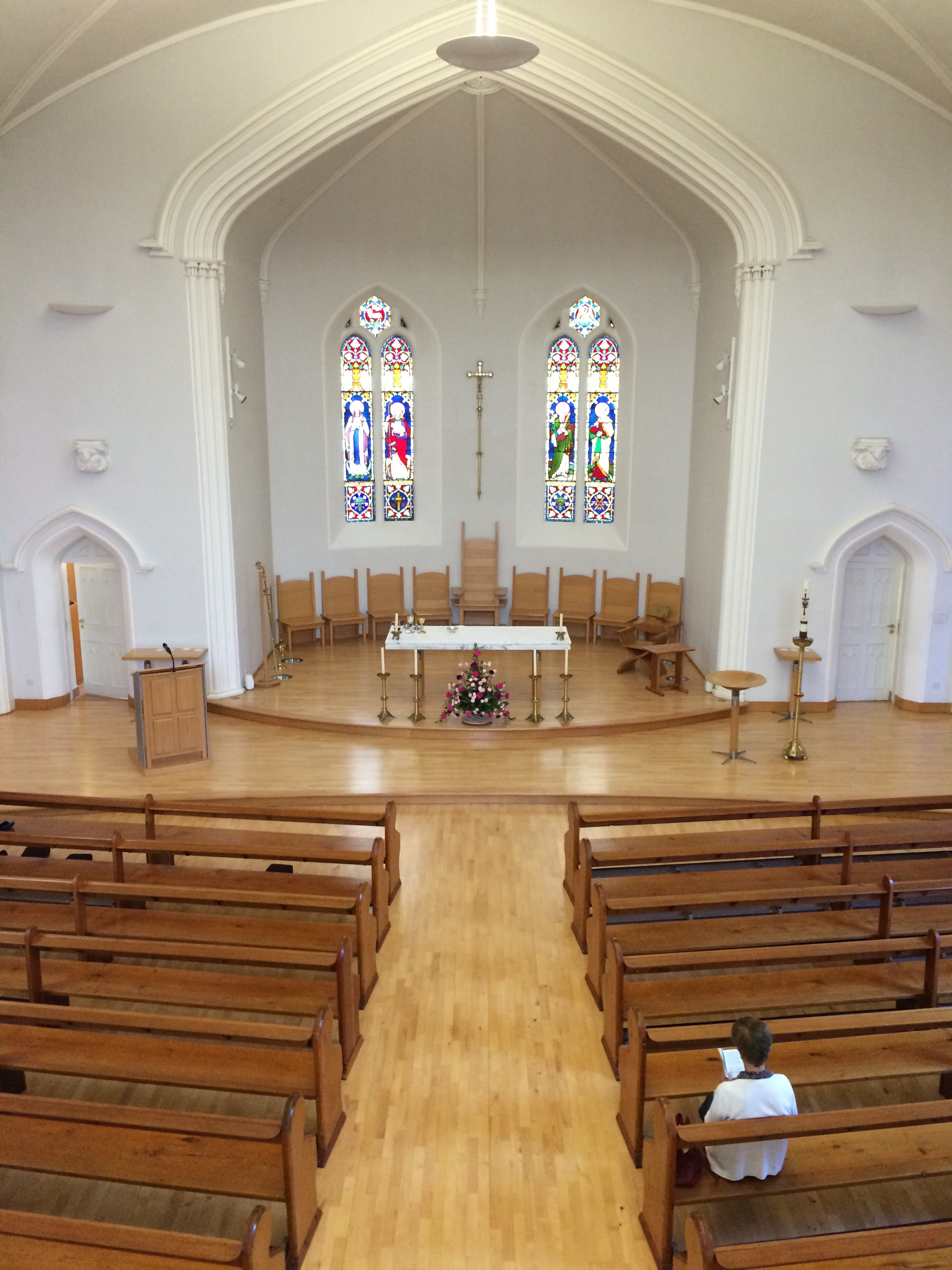
Santuari des de la Galeria

#### Finestres
Les finestres que es troben al Santuari contrasten fortament amb les finestres simbòliques i modernes que es troben a la nau. Aquestes finestres victorianes tenen un fort esquema de color gòtic i són pictòriques per naturalesa.
Darrere de l'altar major es troben quatre vitralls originals de 1827. Aquestes finestres representen, d'esquerra a dreta:
1) La Mare de Déu
2) Jesús, El Bon Pastor
3) Sant Josep
4) Santa Margarida d'Escòcia

#### Mobles d'altar
Els mobles d'altar van ser dissenyats originalment per AustinSmithLord Architects l'any 2000, amb alguns canvis secundaris el 2007 per reflectir el canvi d'estat de l'església.
La càtedra dels Bisbes es coneix com La Cathedra. Aquí és on el bisbe se senti quan presideix funcions solemnes. Va ser dissenyat i dissenyat per Michael Mancini el 2007.
La creu és originària de l'església de Santa Maria, de Saltcoats. Va ser dotado de la Catedral a principis de 2010. El recorregut del santuari dels anys 1970 - 1990 es pot trobar a la sala de confessió.

#### Capella del Sagrat Cor
Les noves finestres d'ambdues capelles laterals tenen un esquema de colors més fort per enllaçar el treball modern amb finestres originals retingudes al Santuari i Tracepts.
A l'esquerra del Santuari hi ha la Capella del Sagrat Cor. En aquesta capella trobareu un vitrall modern amb un color vermell robí ple de cors.
La nova finestra de la Capella del Sagrat Cor és una meditació sobre el tema de l'amor.
La finestra més antiga sobre l'altar que conté el Tabernacle mostra que Crist apareix com el Sagrat Cor a Santa Margarida Maria Alacoque.

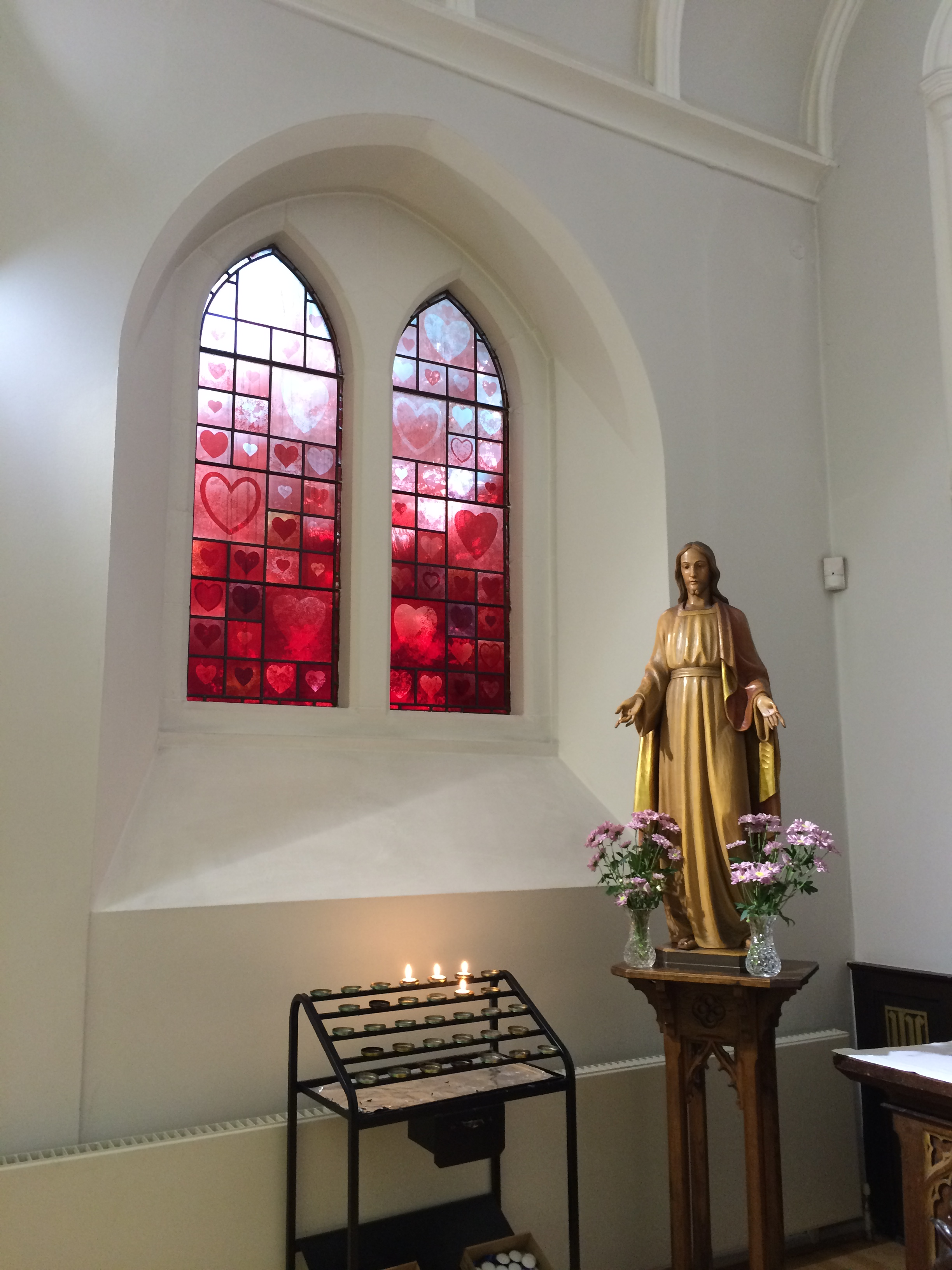
Finestra del cor sagrat
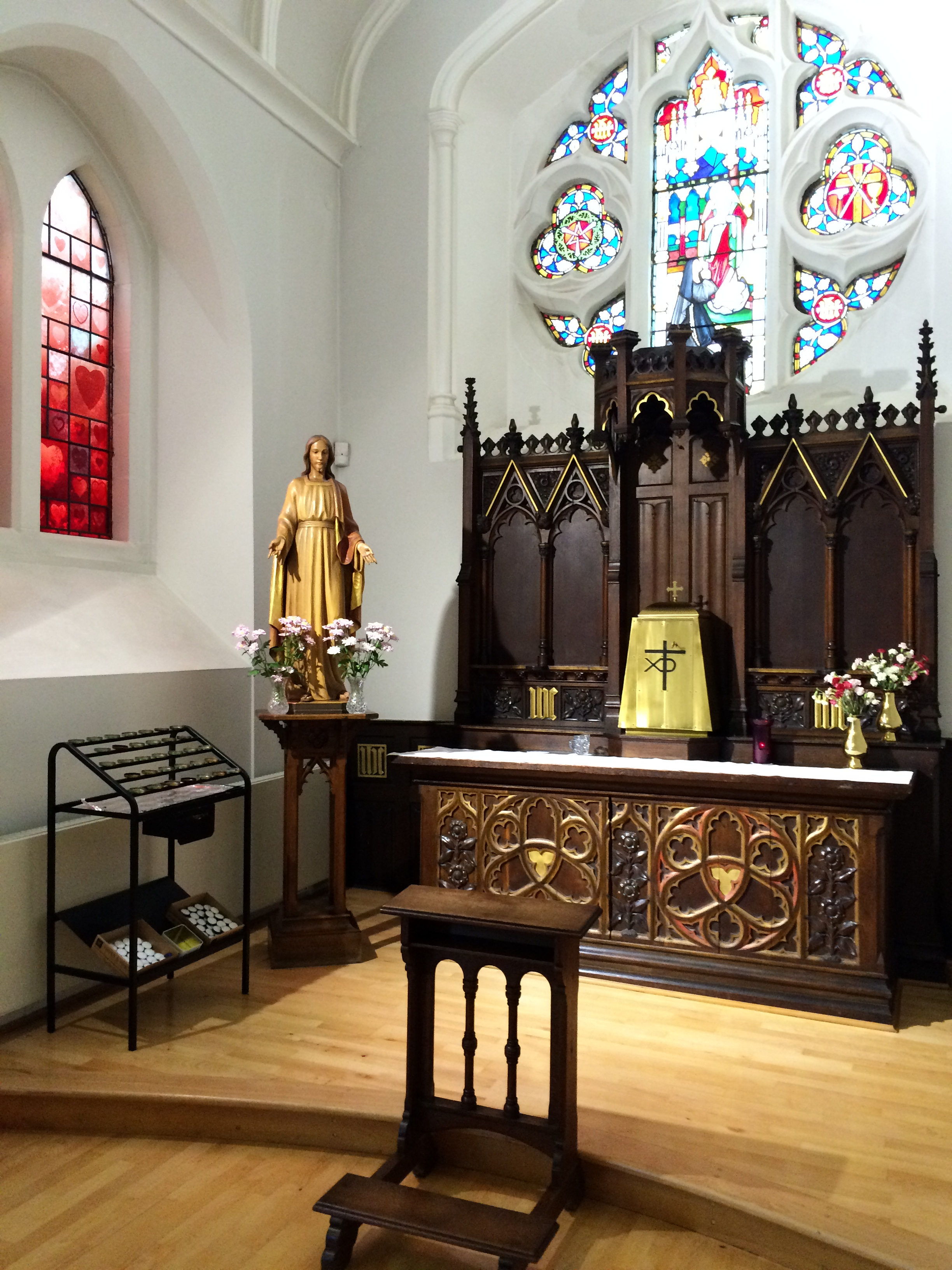
Capella del cor sagrat

Capella de la Mare de Déu
La finestra més fresca i acolorida de Lady Chapel és una meditació sobre el tema del dolor i el consol i s'inspira en el dolor de la Mare de Déu. Aquesta finestra conté la lletra M que significa Maria; una corona per representar a María com a Reina del Cel i les llàgrimes d'una mare penosa.
La rosassa original sobre l'altar representa l'Anunciació, l'anunci de l'Encarnació de l'àngel Gabriel a Maria.
Tant les finestres modernes a les capelles laterals estan fetes de vidre escumós importat de França. Un flaix és una fina capa de color aplicada sobre una base clara, i aquesta capa fina es pot retirar amb l'àcid fluorhídric per mostrar el vidre incolor subjacent o per donar qualsevol matís entre l'original blau intens (o vermell) al pal tints. Les formes fermes de les lletres i els cors es van fer utilitzant una pel·lícula de plàstic per resistir l'àcid i es van crear textures més orgàniques utilitzant una resistència bituminosa.

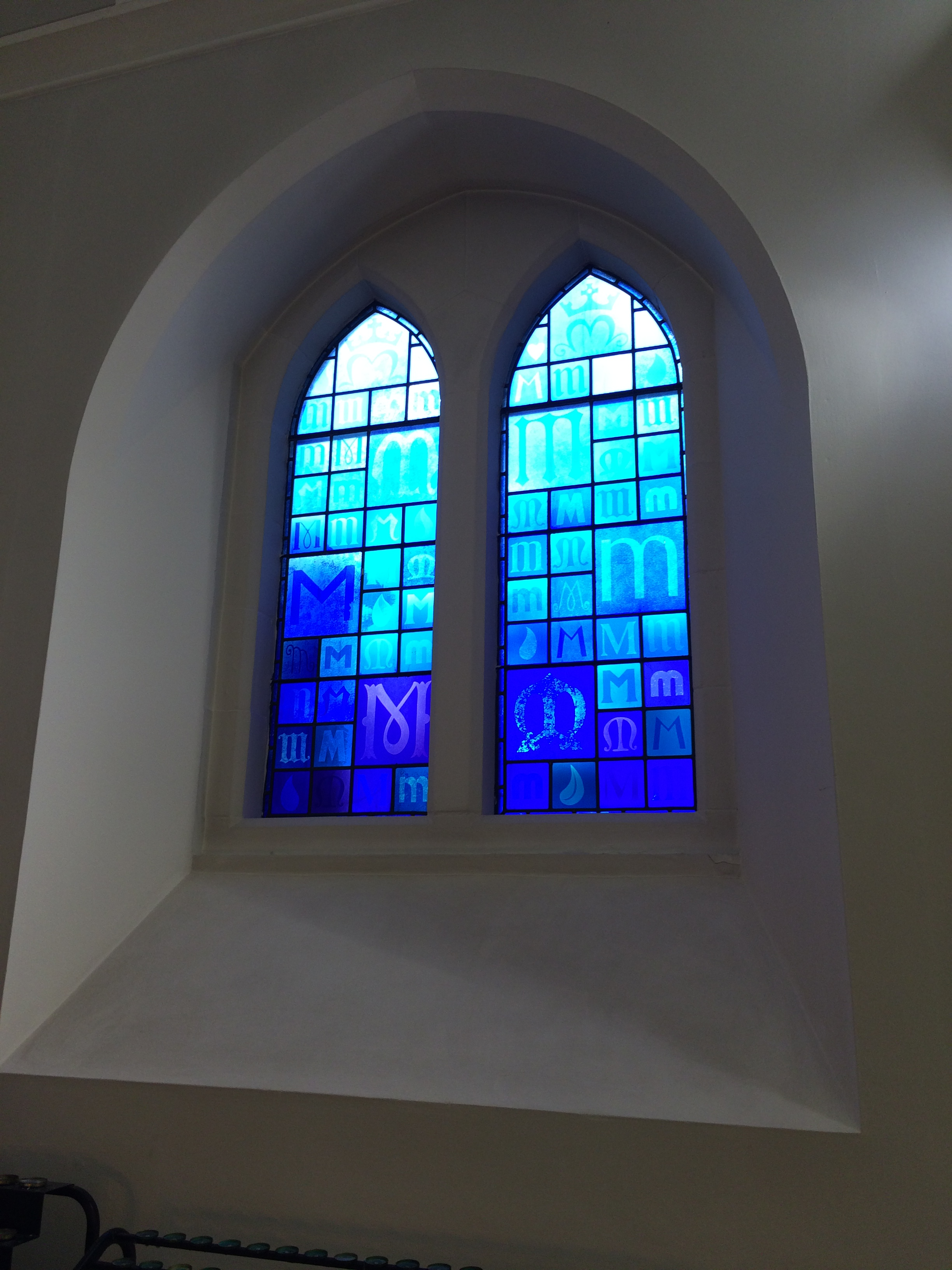
Finestra de nostra senyora/verge
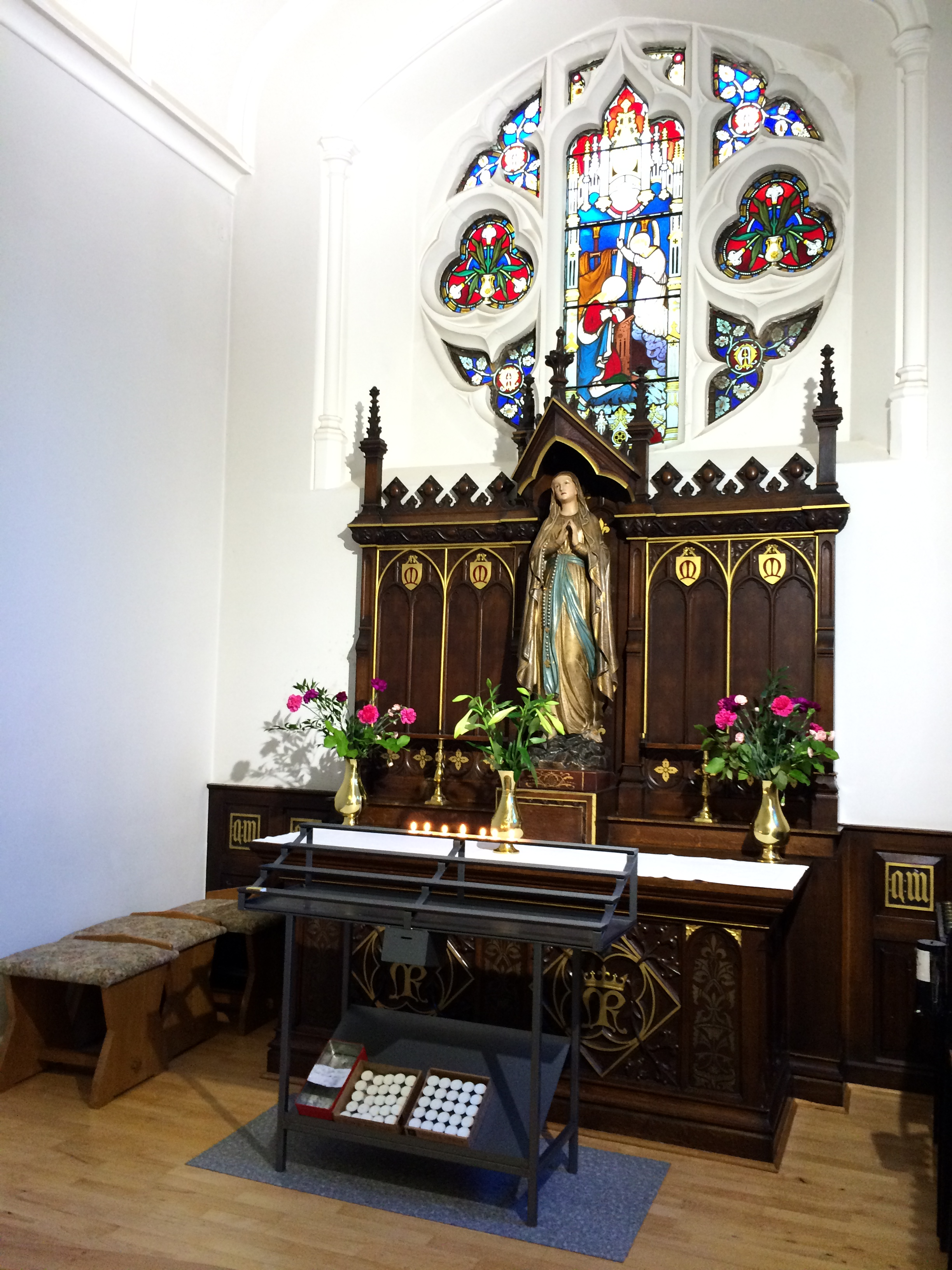
Capella de nostra senyora/verge

#### Sala de Reconciliació
Sota la galeria es troba la nova Sala de Reconciliació, aquest era l'antic baptisteri. Dins d'aquesta sala hi ha dos vitralls originals. Un del baptisme de Jesús al Jordà, l'altre de Jesús predicant al Temple. Dins d'aquesta sala també trobareu la Creu del Santuari utilitzada a Santa Margarida entre els anys 1970 i 1999.
El 2016, es va obrir una Porta Santa per a l'Any de la Misericòrdia entre la Sala de Reconciliació i el Porxo.
Les estacions de la creu
Les estacions de la creu tracen la història de la Passió fent servir les mans com a imatge simbòlica principal. Hi ha mans que col·loquen una corona d'espines, mans que porten la creu, mans que ofereixen comoditat, mans turmentes i mans turmentades. A més de les imatges, els colors també són simbòlics.
Cada vegada que Jesús cau, el marró s'ha utilitzat per a la terra en si, si observeu de prop les mans, veureu que a cada tardor el dolor és més gran.
Un cafè més suau i més càlid s'utilitza per a la fusta de la creu i la força de Simó de Cirene.
Blau expressa dolor en els moments més trists, quan Jesús estira la mà a la seva Mare, quan coneix a les dones de dol i quan és derrotat de la creu.
El vermell expressa la violència quan Crist es despulla de la seva roba i en el moment de la mort. El vermell més fort defineix l'acte més violent, quan la carn és realment travessada per les ungles. En el moment de la mort de Jesús, el vel del temple es va trencar al mig. Aquesta estació mostra el buit, el buit de la mort quan Jesús ha mort i s'ha anat.
El verd s'utilitza per a la delicadesa de Veronica, per les branques vives dels espines i en la imatge final, com a símbol de l'esperança més enllà de la mort.
Cada estació està formada per dos fulls de vidre en el mateix marc. Un és un vidre reflectit acuradament gravat per a matisar subtilment el color a través del full. L'altra porta la imatge que s'imprimeix sobre el vidre amb un pigment d'òxid de ferro i es dispara al forn. La distància entre els dos fulls i la transparència del vidre dona reflexions internes que suavitzen la imatge i creen una mena de qualitat de somni.

## Imatges

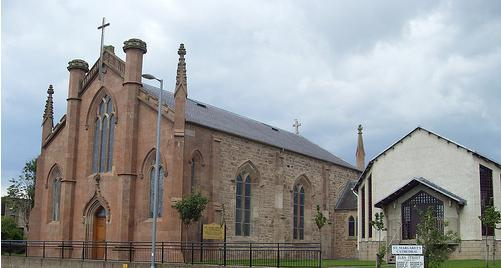
Catedral des de l'exterior
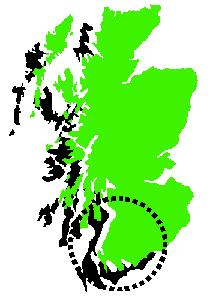
Bisbat de Galloway a Escòcia